# Временно беременна
«Временно беременна» (англ. Labor Pains) — американская комедийная мелодрама 2009 года с Линдси Лохан в главной роли, снятая Ларой Шапиро.
Премьера фильма состоялась на телеканале ABC Family 19 июля 2009 года. Он привлек 2,1 млн зрителей, что выше среднего показателя для ABC Family в прайм-тайм. В августе этого же года был выпущен на DVD и Blu-ray Disc в США и Великобритания 4 и 31 августа соответственно.
Фильм был показан в кинотеатрах в таких странах, как: Россия, Румыния, Испания, ОАЭ, Эквадор и Мексика.

## Сюжет
Тэа Клейхилл вот-вот потеряет должность секретаря у очень капризного издателя. Она решает солгать о своей беременности, чтобы спасти свою работу, увидев в эпизоде «Закона и порядка», что увольнение беременной женщины является дискриминацией. План срабатывает, и Тэа сохраняет свою работу.
С помощью своей подруги Лизы и искусственного живота, украденного с манекена, Тэа симулирует свою беременность, обдумывая следующий шаг. Тем временем ее босса вызвали из города, и его симпатичный брат Ник взял работу на себя. В попытке заставить автора Сьюзи Кавандиш опубликовать книгу вместе с компанией, он берет Тэа на встречу с автором. Она убеждает Сьюзи, что они — правильный «дом» для ее книги. Затем Ник открывает новое подразделение по воспитанию детей в издательстве, и он хочет, чтобы Тэа была редактором. Это приводит к повышению её зарплаты и продвижению по службе, а также к началу романтических отношений между ней и Ником после разрыва ее фальшивой помолвки с Майлзом. Она начинает наслаждаться своей жизнью до такой степени, что её «беременность» становится для неё как бы реальной.
Пытаясь заставить Тэа признаться в своей лжи семье, ее младшая сестра Эмма устраивает ей неожиданный  baby shower. Тэа все еще не признает своей лжи, и Эмма в приступе ярости уничтожает ее беременную подушку. Тэа быстро хватает воздушный шарик и уходит. Позже в тот же день автор книги собирается почитать книгу, но ее босс возвращается на неделю раньше и вступает в спор с Ником (который заканчивается тем, что Ник прыгает на него, а затем Тэа растаскивает их). Ник придерживает ее сзади за живот, и ее воздушный шарик лопается, раскрывая ее обман. Спустя пару ночей Ник все еще не отвечает на сотни звонков, которые ему оставила Тэа. Она идет на шоу, рассказывая о книге, которую написала Сьюзи. Когда все уходят, Тэа и Ник целуются до тех пор, пока не гаснет свет.
Два года спустя у Тэа (которая уже на самом деле беременна от Ника) начинаются роды. Ник и Лиза толкают её в больницу на рабочем стуле.

## В ролях
| Актёр             | Роль         |
| ----------------- | ------------ |
| Линдси Лохан      | Тэа Клэйхилл |
| Люк Кёрби         | Ник          |
| Крис Парнелл      | Джерри       |
| Трейси Эллис Росс | Кристин      |
| Бриджит Мендлер   | Эмма         |
| Шерил Хайнс       | Лиза ДеПардо |
| Ширли Бренер      | Бриттни      |
| Джей Томас        | Гарт         |